# Артър Уортън
Артър Уортън (на английски: Arthur Wharton, роден на 28 октомври 1865 г. в Джеймстаун, Златен Бряг (днес Акра, Гана), починал на 13 декември 1930 г. в Едлингтън, Англия, е бивш английски футболист, играл предимно като вратар, но понякога и като крило. Считан е за първия чернокож професионален футболист. Член на Английската футболна зала на славата.

## Клубна кариера
Уортън, чийто баща е методистки мисионер от гренадско-шотландски произход, а майка му - член на кралското семейство на ганайското племе фанте, се преселва в Дарлингтън, Англия през 1882 г., за да учи за методистки проповедник. Скоро след това обаче се отдава на спорта. Започва да играе като аматьор във ФК Дарлингтън през 1985 г., но се занимава и с други спортове - колоездене, крикет и лека атлетика, като дори изравнява световния рекорд за аматьори в спринта на 100 ярда през 1886 г. Като аматьор играе и за Престън Норт Енд и е част от състава, стигнал полуфинал за ФА Къп през 1887 г. Напуска тима година по-късно, за да се концентрира върху спринтовете и така пропуска да бъде част от станалия известен като „Непобедимите“ тим на Престън Норт Енд, който печели шампионата и ФА Къп през 1889 г. без загубен мач. Все пак през въпростата година се завръща във футбола, подписвайки професионален договор с Родъръм Таун, а през 1891 г. става и съдържател на таверна в Родъръм. През 1894 г. преминава в Шефилд Юнайтед, но там е резерва на „Дебелия“ Уилям Фоулки. Все пак успява да запише един мач в Първа дивизия, като по този начин се превръща в първия чертокож футболист, изиграл мач в елита на Англия. Година по-късно играе за Стейлибридж Роувърс, но след спор с ръководството през 1897 г. преминава в Аштън Норт Енд, като отваря и магазин за табак. След фалита на отбора се завръща в Стейлибридж Роувърс, преди да изиграе последния си сезон за Стокпорт Каунти във Втора дивизия в началото на 20 век, преди да прекрати кариерата си заради проблем с алкохола. Впоследствие работи като миньор.